# Les Affaires publiques
Pour plus de détails, voir Fiche technique et Distribution.
Les Affaires publiques est un court métrage français burlesque réalisé en 1934 par Robert Bresson dont il s'agit là de la première réalisation.

## Fiche technique
- Scénario et dialogues : Robert Bresson
- Co-dialoguistes : Antoine Josset, Paul Weill
- Directeur artistique : Pierre Charbonnier
- Photographie : Nicolas Toporkoff
- Montage : Robert Bresson et Pierre Charbonnier
- Musique : Jean Wiéner, avec la collaboration technique de Roger Désormière
- Société de production : Arc Films
- Pays d'origine :  France
- Format : Noir et blanc - 1,37:1 - 35 mm - Son mono
- Genre : Comédie
- Durée : 25 minutes
- Métrage : 1150 m
- Date de sortie : 
  - France - août 1934

## Distribution
- Béby : le chancelier de Crogandie
- Andrée Servilanges : la princesse de Miremi
- Marcel Dalio : le speaker / le sculpteur / le capitaine des pompiers / l'amiral
- Gilles Margaritis : le chauffeur
- Simone Cressier : Christiane
- Jeanne Pierson : la suivante
- Les Clowns du Cirque d'hiver : Les clowns
- Les Girls des Folies-Bergère
- Les Girls du Théâtre Pigalle